# Braunschweigisches Leibbataillon

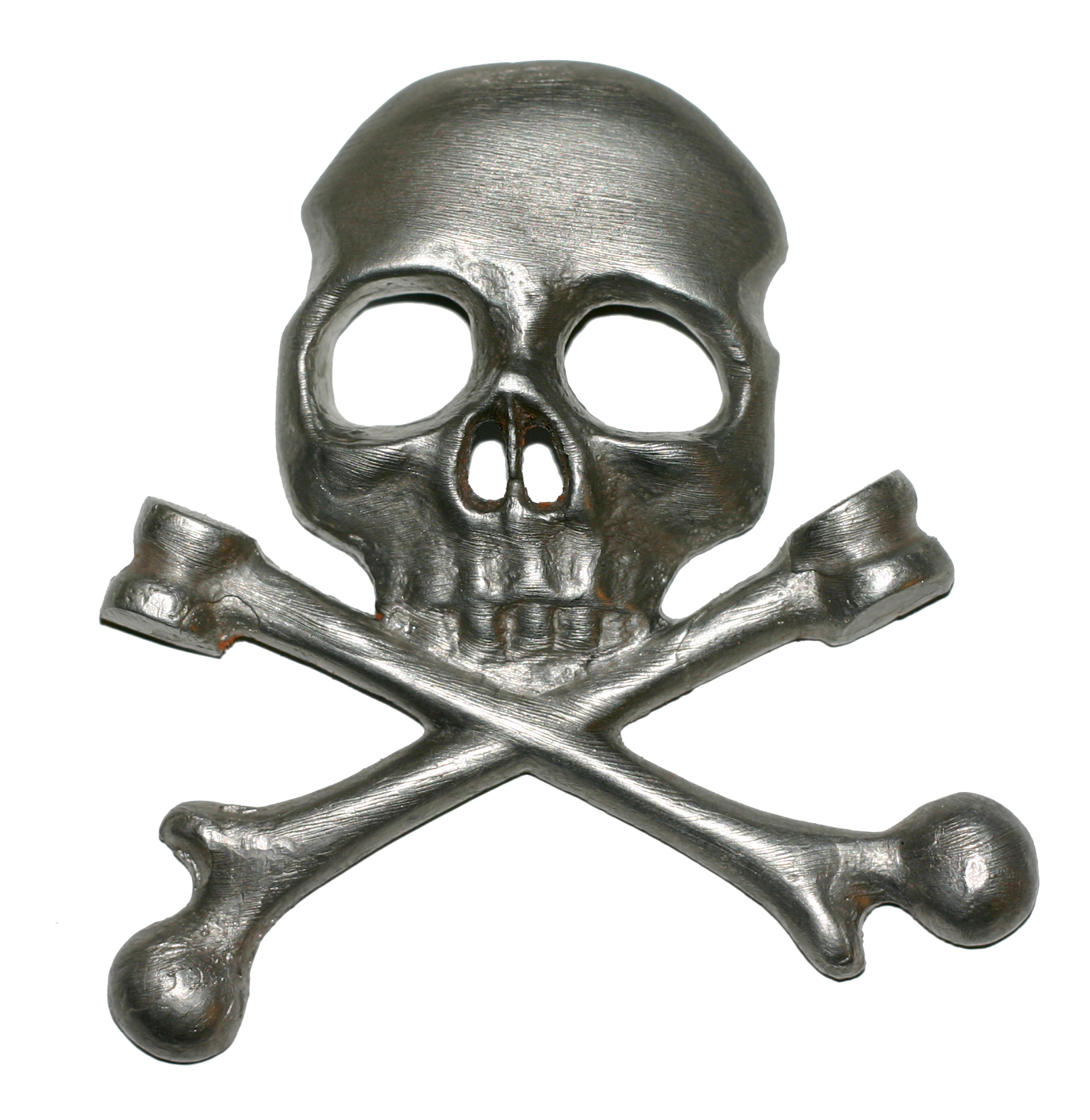
Braunschweiger Totenkopf von 1815

Das Herzoglich Braunschweigische Leibbataillon war ein Verband des Braunschweigischen Militärs und bestand von 1815 bis 1893.

## Vorgeschichte
Der Ursprung des Leibbataillons geht auf die von Herzog Friedrich Wilhelm von Braunschweig-Oels 1809 aufgestellte Schwarze Schar zurück, die gegen die Truppen Napoleon Bonapartes kämpfte. Das Freikorps wechselte als „Braunschweig-Lüneburgsche Jäger“ in englische Dienste, kämpfte unter Wellingtons Befehl im sogenannten „Peninsula-Krieg“ in Portugal und Spanien, bevor es am 10. November 1814 nach Braunschweig zurückkehrte.

## Aufstellung 1815
Am 1. Januar 1815 wurde aus den Veteranen des „Peninsula-Krieges“ das „Bataillon unter den Befehlen des Major von Pröstler“ formiert. Da jedoch bereits Ende 1814 viele Soldaten den Dienst quittiert hatten, wurden die Kompanien durch Mitglieder des 1813 aufgestellten Avantgarde-Bataillons aufgefüllt. Am 14. April erhielt es den Namen „Leibbataillon“. Es bestand aus vier Kompanien und hatte eine Sollstärke von 672 Mann.
Das Leibbataillon trug im Grunde die Uniform weiter, die die Braunschweig-Lüneburgschen Jäger in Spanien getragen hatten: einen schwarzen Dolman und den schwarzen Tschako mit dem weißmetallenen Totenkopf und schwarzem Rosshaarbusch.

## Feldzug 1815

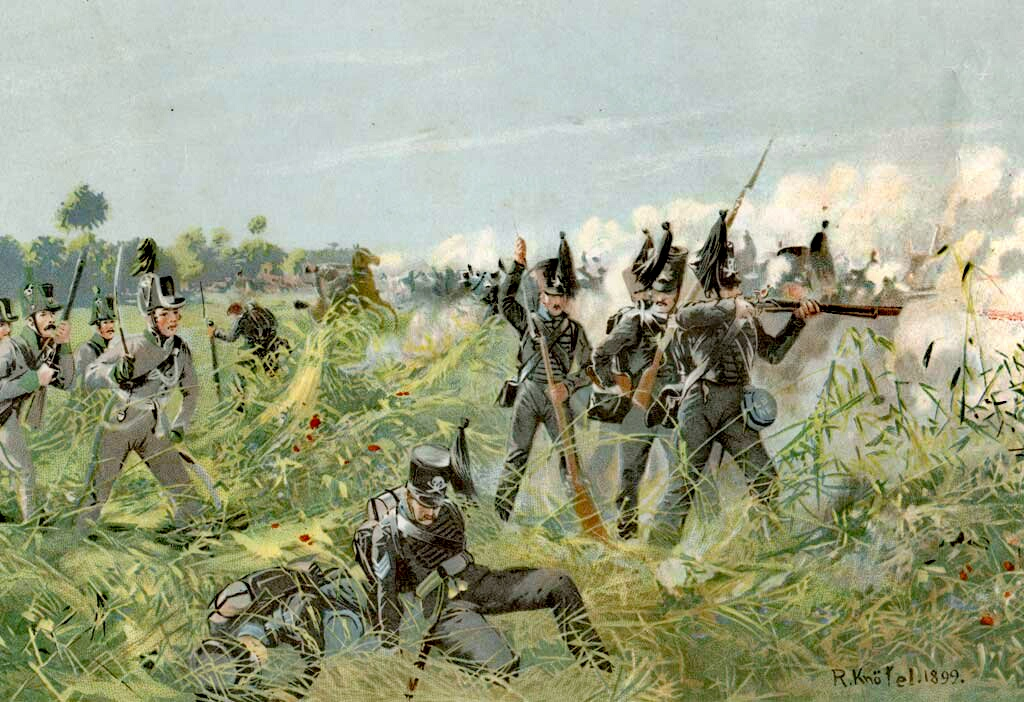
Die Braunschweiger bei Quatre Bras am 16. Juni 1815

Nach der Rückkehr Napoléons befahl Herzog Friedrich Wilhelm die sofortige Mobilmachung und am 15. April brach das Herzoglich Braunschweigische Korps nach Belgien auf. Das Leibbataillon gehörte zusammen mit den drei leichten Bataillonen zur leichten Brigade unter dem Befehl von Oberstleutnant Wilhelm Treusch von Buttlar. Am 11. Mai erreichten sie ihre Stellungen bei Brüssel.
Am 16. Juni kam es bei Quatre-Bras zur ersten Schlacht. Das Leibbataillon spielte dabei nach Aussagen von Augenzeugen eine wichtige Rolle. Herzog Friedrich Wilhelm fiel in dieser Schlacht in der Nähe des Leibbataillons und wurde von drei Soldaten (Korporal Külbel, Hornist Aue und Jäger Reckau) hinter die Linien gebracht. Das Leibbataillon erlitt in dieser Schlacht hohe Verluste.
Zwei Tage später, am 18. Juni, nahm es an der Schlacht bei Waterloo teil. Hier wurde es an der rechten Flanke bei dem Gehöft Hougomont eingesetzt und erntete für seinen Einsatz wiederum Anerkennung.
Nach der Schlacht wurde das Leibbataillon beauftragt, 2000 französische Gefangene nach Brüssel zu eskortieren. Danach folgte es dem restlichen Korps nach Paris, von wo aus es am 6. Dezember 1815 wieder zurück nach Braunschweig marschierte.

## Entwicklung nach 1816

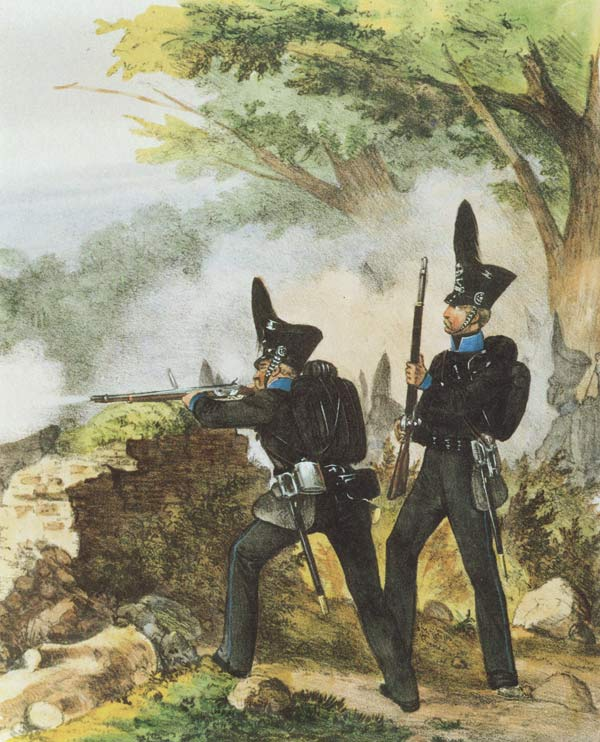
Jäger des Leibbataillons, um 1843

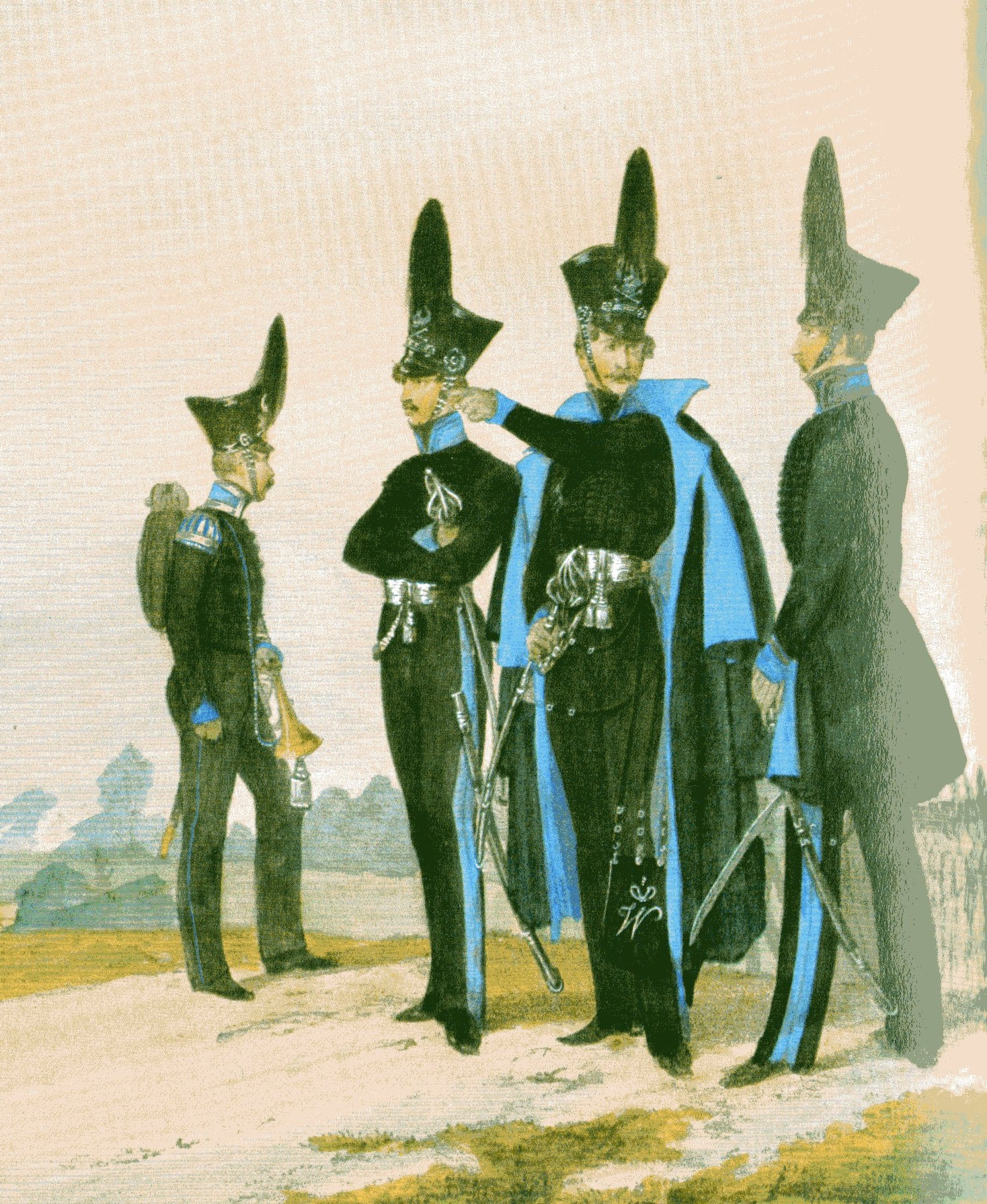
Braunschweigisches Leibbataillon um 1835

Nach der Rückkehr aus Frankreich wurden die Truppen des Herzogtums Braunschweig stark reduziert, es wurde nur das vom Deutschen Bund geforderte Minimum unter Waffen gehalten. Zunächst wurden vier Infanteriebataillone aufgelöst, 1822 folgten zwei weitere, das Leibbataillon wurde beibehalten.
Mit der Regierungsübernahme Karls II. wurde das Braunschweigische Militär vollständig verändert. Das alte Leibbataillon wurde zum I. Bataillon des 1. Linien-Infanterie-Regiments und ein neues Leibbataillon (auch Jäger-Bataillon genannt) wurde aus besonders herausragenden Soldaten gebildet. Während alle anderen Bataillone nun eine blaue Uniform im preußischen Stil erhielten, behielt das Leibbataillon seine historische schwarze Uniform.
Nach der Vertreibung Karls II. 1830 übernahm Wilhelm die Regierung und verkleinerte sofort die von seinem prunksüchtigen Bruder vergrößerte Armee wieder. Das Leibbataillon nahm die Soldaten des aufgelösten II. Bataillons des 1. Linien-Regiments auf, blieb aber eine eigenständige Einheit. Erst 1867 wurde es zum „Füsilier-Bataillon (Leib-Bataillon)“ des Herzoglich Braunschweigischen Infanterie-Regiments Nr. 92 und nach der Militärkonvention mit Preußen zum 3. (Leib-)Bataillon desselben Regiments. Am 1. Oktober 1893 hörte das Leibbataillon auf zu existieren, bildete nur noch eine Kompanie, die am 1. April 1897 im 5. Hannoverschen Infanterie-Regiment Nr. 165 in Blankenburg aufging.